# انتخابات الرئاسة البلغارية 1992
انتخابات الرئاسة البلغارية 1992 هي الانتخابات الرئاسية التي جرت في 1992، في بلغاريا، فاز بالانتخابات جيليو جيليف.